# Музыка Японии
Японская музыка — совокупность большого количества жанров, начиная от традиционных и свойственных только самой Японии до множества жанров современной музыки, вокруг которых в стране часто строится самобытная сцена, непохожая на другие страны. 
Японский музыкальный рынок в 2008 году был вторым в мире по размеру после американского. Термин «музыка» (яп. 音楽 онгаку) состоит из двух иероглифов: звук (яп. 音 он) и комфорт, развлечение (яп. 楽 гаку). Для обозначения японской музыки в самой Японии используются термины «хогаку» (яп. 邦楽 хо:гаку, букв. «музыка родной страны»), «вагаку» (яп. 和楽 вагаку, букв. «японская музыка») или «кокугаку» (яп. 国楽 кокугаку, букв. «национальная музыка»). Помимо традиционных инструментов и жанров, японская музыка также известна необычными инструментами вроде «поющих колодцев» и «поющих чаш». Другим отличием является то, что традиционная японская музыка основана на интервалах человеческого дыхания, а не на математическом отсчёте.
Начиная с 1990-х годов, японская музыка широко известна и популярна на Западе, в первую очередь благодаря своим уникальным жанрам, таким как j-pop, j-rock и visual kei. Часто такая музыка попадает к западному слушателю через саундтреки в аниме или видеоигр, практически на каждом из разнообразных фестивалей японской культуры выступают приезжие японские группы и исполнители.

## История

### Зарождение народных музыкальных традиций

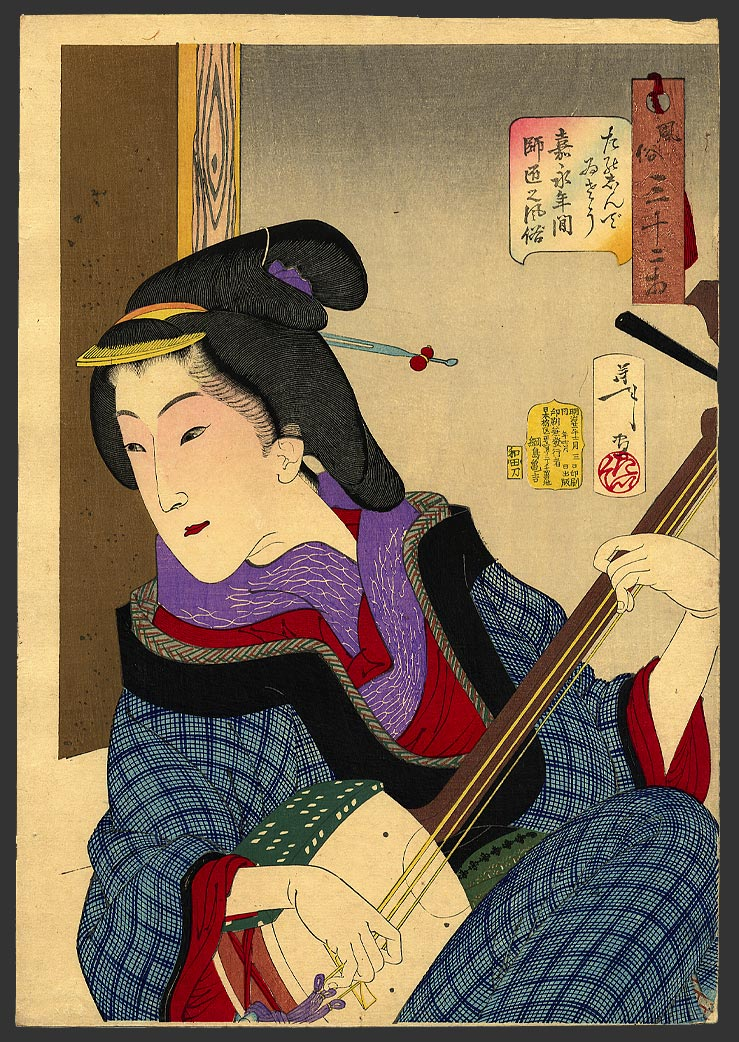
Цукиока Ёситоси. «Учительница периода Канъэй»

Музыкальная культура в Японии существует с древних времён, однако древняя японская музыка, знания о которой основаны на археологических свидетельствах, а также на письменных упоминаниях в китайских хрониках, была примитивной и однообразной. Использовались такие музыкальные инструменты, как бамбуковая флейта ямато-буэ, древняя лютня вагон или ямато-гото и другие примитивные инструменты. В 701 году согласно принятому кодексу Тайхо, был создан государственный о́рган, ответственный за музыку императорского двора. Началось изучение иностранной, прежде всего китайской, музыки, а также народной музыки, которая уже существовала на тот момент. Иностранная музыка приводилась в соответствие с нормами японского мировоззрения и эстетики. Полученная музыка стала исполняться на различных дворцовых мероприятиях.
В эпоху Хэйан возникали новые стили и продолжали существовать традиционные старые. Придворные музыканты всё так же продолжали исполнять мелодии гагаку, которые были восприняты ранее у корейцев и китайцев в период Нара. Придворный же мог потерять авторитет, если не был обучен играть на флейте или лютне. Постепенно среди аристократии в обиход стал входить японский струнный инструмент кото. За пределами столицы особенную популярность набирали странствующие музыканты, исполняющие баллады о подвигах героев.
К периоду Муромати вместе с оформлением театра Но музыкальная традиция стала одной из его основополагающих элементов. Канъами Киёцугу и его сын Дзэами Мотокиё при поддержке сёгуна смогли сделать из простонародного представления форму утонченного искусства при дворе, убрав оттуда сценки, фарс, акробатику, заменив все это высоким языком и сюжетами аристократической литературы. Канъями в молодости зарабатывал на жизнь как уличный актер и музыкант, из-за чего музыкальное сопровождение продолжало играть большую роль: ритмичные мелодии флейт и барабанов поддерживали атмосферу пьес. В эпоху Эдо с появлением театра Кабуки музыка тоже получила развитие. Целью новой культурной формы стало именно развлечение публики. В отличие от религиозных и мистических пьес Но, в представлениях кабуки наблюдается разнообразие музыкальных инструментов (барабаны, флейты, сямисэн, трещотки), периодически дополняющихся речитативом.

### Начало формирования музыки по западному образцу
Европейская музыка начала проникать в Японию после революции Мэйдзи. C 1872 года в Японских школах было введено обучение пению в европейской манере, а с 1887 года открылась Токийская музыкальная школа, где преподавали приглашённые из Европы и Америки деятели культуры.
Заметную роль в пропаганде в Японии европейской музыки играл преподававший в этой школе выпускник Московской консерватории, преподаватель философии Токийского университета в 1893—1914 г., немец российского происхождения Рафаэль фон Кёбер. Он, в частности, аккомпанировал на пианино при постановке первой европейской оперы в Японии в 1903 г.
К концу 1920-х, в стране начинает появляться первая популярная музыка, в большинстве случаев, это было подражание американской эстраде того времени. Жанр получил название «рюкока» (яп. 流行歌 рю:ко:ка), что буквально означало «популярная песня». Именно в этом жанре, японские певцы сменили традиционные стили пения, например такие как кобуси, на классические европейские. Рюкока существовал как жанр вплоть до появления j-pop-а в 60-х годах того же века, и к тому времени он уже разделился на два направления, энка и поппусу, соответственно.
Первым звонком к появлению будущего жанра, был успех песни под названием Песня Катюши (яп. カチューシャの唄 катю:ся но ута), написанная композитором Симпэем Накаямой под влиянием романа «Воскресение» Льва Николаевича Толстого. Впервые композиция была исполнена певицей Мацуи Сумако в 1914 году и в то время стала чрезвычайно популярной, было продано более 20 000 пластинок с ней. По мнению некоторых исследователей, это была первая «западная» песня в японской музыке, «гибрид японской народной и западной музыки». Популярность песни дала толчок интереса к западной музыке, и к 1937 году жанр становится самым коммерчески популярным в стране. До этого, ещё в 1934 году формируется японская опера.
В это время, друг за другом появляются новые имена на музыкальной сцене Японии, а композиторы всё больше начинают интересоваться иностранными жанрами, среди которых самым популярным тогда был джаз. Первый подобный эксперимент провели гитарист-композитор Масао Кога и певец Итиро Фудзияма. Их хит «Сакэ ва намида ка тамэики ка» (яп. 酒は涙か溜息か, «сакэ — это слёзы или вздохи») 1931 года становится полным хитом в стране, исполняя её, Фудзияма выступает как крунер, а Кога подыгрывает ему на гитаре. Другая песня Фудзиямы «Ока о коэтэ» (яп. 丘を越えて, «за холмом») продаётся более чем 600 тысячами копий. По иронии судьбы, когда Фудзияма только начинал разрабатывать свою манеру исполнения, это было принято как дурной тон, а сам он отстранён от учёбы, хотя и не исключён, благодаря защите одного из преподавателей.

#### Военная песня
Но всё меняется летом 1937 года, когда NHK начинает вещание программы «Народные песни» (яп. 国民歌謡 кокумин каё:), дабы бороться с всё большей популярностью иностранных тенденций в японской музыке, но постепенно, это приводит к появлению так называемых «японских военных песен». Этот жанр назывался Гунка (яп. 軍歌), он появился примерно в середине XIX-века, до него в Японской армии не было ни военных песен, ни даже каких то оркестров или хоров. Несмотря на то, что вне страны этим термином называют только военные песни Японии от реставрации Мэйдзи до конца войны, в самой Японии к гунке относят любые военные песни вообще, в том числе иностранные.

## Региональные традиции
В японской музыке выделяются две стоящие особняком музыкальные традиции: рюкюская (окинавская) и айнская.

## Традиционные инструменты

### Строй «ё»

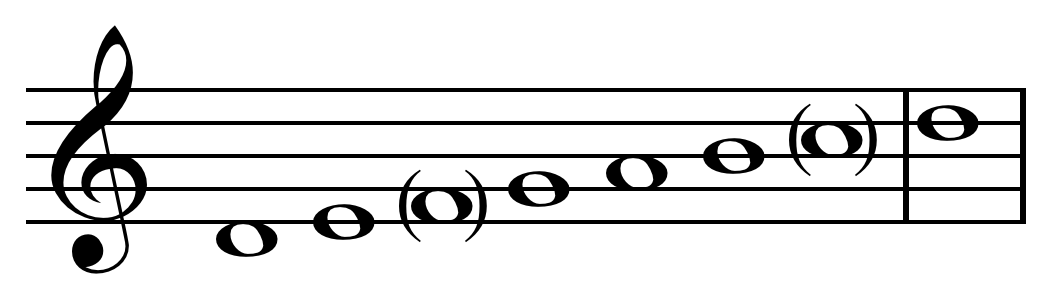
Звукоряд строя «ё» от ноты «Ре» с добавлением нот «Фа» и «До»

Звуковой строй «ё» является традиционной и основополагающей для японской традиционной музыки, за исключением гагаку и буддийского пения. В наше время звукоряд «ё» обычен и для народной музыки. Так называемый «рюкюский строй», по всей видимости, происходит от строя «ё».

### Сямисэн
Сямисэн или самисэн (яп. 三味線, буквально «три струны»), также называемый сангэн (яп. 三絃, «три струны») — это японский струнный инструмент, на котором играют плектром под названием бати. Сямисэн произошёл от китайского струнного инструмента саньсяня (кит. 三弦). Он попал в Японию через королевство Рюкю в XVI веке, где постепенно превратился в окинавский инструмент сансин (яп. 三線). Считается, что впервые сямисэн появился в Японии, попав в порт Сакай города Осака. Сямисэн — один из самых популярных японских инструментов благодаря своему характерному звучанию, он использовался такими музыкантами как Марти Фридмен, Miyavi и другими.

### Кото
Кото (яп. 箏) — японский национальный струнный инструмент, подобный китайскому гучжэну, вьетнамскому данчаню и корейскому каягыму. Кото произошёл от китайского инструмента под названием гучжэн, после того как тот попал в Японию из Китая примерно в VII—VIII веке. Несмотря на это, корни как и гучжэна, так и соответственно кото, видны по всей Азии, в том числе в Монголии и Вьетнаме.

### Фуэ
Фуэ (яп. 笛, дословно, «флейта, дудка, свисток») — семейство японских флейт. Фуэ обычно обладают высоким звучанием и изготавливаются из бамбука. Самая популярная фуэ — сякухати. Предок фуэ — китайская свирель «пайсяо». В V веке флейты появились в Японии, распространились в период Нара. Комусо секты Фукэ вскоре стали использовать фуэ для «медитации дуновением». Современные фуэ могут быть как солирующим, так и оркестровым инструментом.

### Тайко
Слово тайко (яп. 太鼓) по-японски значит «барабан». Как и барабаны в других странах, тайко играл роль в военном деле: согласно хроникам Гундзи Ёсю, девять раз по пять ударов означали призыв союзника к вступлению в бой, а девять по три означали начало активного движения и преследования врага. Тайко является одним из самых известных и популярных японских инструментов, в само́й стране и за границей во время фестивалей японской культуры часто проводятся так называемые выступления по принципу «дзё-ха-кю» (яп. 序破急 дзё ха кю:), что означает, что скорость исполнения постепенно увеличивается в скорости по мере приближения к финалу.
Под тем же названием известны музыкальные ансамбли барабанщиков, являющиеся национальным символом Японии. Особо популярны они стали в 1970-е годы, когда группы барабанщиков стали выступать на площадках вне Японии. Они выражали дух самураев: дисциплину, высокую физическую и нравственную подготовку, координацию группы и перфекционизм.
В отличие от западных практик, визуальная часть представления тайко не менее важна, чем акустическое воздействие. Движения ката составляют неотделимую часть игры на тайко и исходят из обычаев придворных представлений. Ката связывает барабан и барабанщика, создаёт родство между исполнителем и инструментом.

## Современная музыка
Раньше в Японии всю популярную музыку в западном стиле называли «каёкёку», но к началу 1990-х годов ситуация в японской музыке стала напоминать ту, что сложилась в Америке и в Европе — все жанры раздробились, смешались и запутались. Все старые категории японской музыки либо потеряли смысл, либо стали означать что-то другое, а термин «каёкёку» продолжал использоваться практически только для певцов-«идолов». Тогда японские музыкальные магазины для простоты и удобства покупателей решили категоризировать всю современную японскую поп-музыку как «J-pop», а сборники баллад в стиле энка стали называть «каёкёку». В настоящее время магазины обычно делят музыку на четыре полки: J-pop (японская поп-музыка, включая рок), западная поп-музыка, энка (старомодная японская баллада) и классическая музыка. То, что раньше называлось каёкёку, теперь в зависимости от стиля относят либо к J-pop, либо к энке.

### Японская поп-музыка

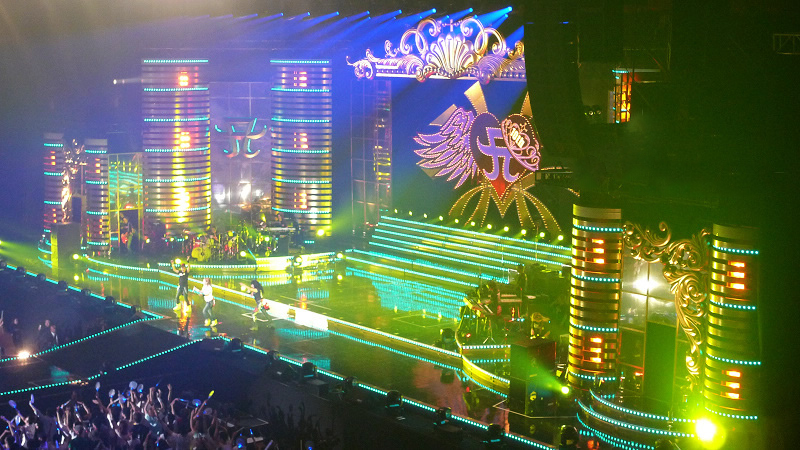
Выступление королевы японской поп-музыки Аюми Хамасаки в 2008 году.

Современная японская поп-музыка сформировалась примерно в 1990-х годах, в то же время, появление её корней отмечается ещё в 1960-х годах, во времена популярности в Японии групп вроде The Beatles. Начавшийся тогда и существующий по ныне жанр заменил так называемую музыку каёкёку (яп. 歌謡曲 каё:кёку, «лирическая исполняемая музыка»), которая была этапом японской поп-музыки с 1920 по 1980 года, после чего J-Pop стал доминирующей формой жанра.
В отличие от предыдущих этапов в развитии японской популярной музыки, джейпоп специально получил название на английский манер. Также из западной музыки были заимствованы элементы, отсутствующие в традиционной японской музыке как таковые. Несмотря на то, что современная музыка постепенно отошла от использования японской пентатоники и традиционных мелодий и ходов, композиции, написанные с применением традиционного пения или мелодий остаются популярными у жителей страны. Постепенно начинают формироваться коллективы так называемого «гуруппу саундо» (яп. グループ・サウンズ, «Group Sound», «звучание группы») которые находились под влиянием The Beatles и являлись переходным звеном между японской музыкой старого и нового, «западного» типа.
Впервые, сам термин J-Pop начал употребляться на радиостанции J-Wave, причём изначально он всегда произносился и записывался на западный манер. В то же время, вокалист поп-группы AAA Мицухиро Хидака считает, что джейпоп изначально является производным от жанра евробит, который произошёл от евродиско и имеет огромную популярность в стране. Тем не менее, понятие «J-POP» стало гораздо более общим, настолько, что к нему стали относить наиболее популярные рок-группы 1990-х годов, а некоторые музыканты стали относить себя к жанру, имея в виду наличие популярных мотивов в творчестве. В 1990 году, Tower Records Japan определил j-pop как термин, объединяющий всю японскую музыку, принадлежащую японским звукозаписывающей индустрии Японии, за исключением независимой музыки (её называют j-indie).
Первоначально, на сцене японской поп музыки доминировали музыканты так называемого стиля Бингу кэй (яп. ビーイング系 Bīingu kei), к которому относили музыкантов популярного лейбла 1990-х Being Inc.. Среди этих исполнителей также была рок-группа B'z. В начале 1990-х набирает популярность молодая J-pop-певица Намиэ Амуро, ставшая музыкальной звездой к 1995—1997 годам. Она положила начало многим популярным элементам моды будущих гяру, например девушки копировали её стиль «мини-юбка + сапоги» и проводили много времени в солярии, чтобы получить такой же загар, как у неё. В 2009 году она была названа «модной иконой Японии номер 1» по версии журнала Tsutaya Online, причём в голосовании она обошла свою главную соперницу по музыкальному жанру — Аюми Хамасаки. Её поклонников или просто девушек, следующих стилю, прозвали Amuraa. Именно в это время термин Gal начинает активно распространяться и становится модным словом, им стали называть молодых девушек, считавших развлечения, секс и дорогую брендовую одежду главными жизненными ценностями. Одновременно с этим гяру-мода популяризируется за Океаном, и внешний вид когяру становится популярным эротическим фетишем.
В начале 2000-х годов, инициативу перехватывает лейбл Avex Trax, который делает ставку на сильных исполнителей вроде Аюми Хамасаки и более активную раскрутку своих исполнителей, уверенно доминируя в японской поп-музыке. Среди музыкантов, которые записываются на этом лейбле, такие имена как Gackt, Girl Next Door, AAA, Do As Infinity и другие. По мнению CNN, Avex Group — к которым принадлежит лейбл — уже фактически управляют японской поп-культурой.
Сибуя-кэй («сибуйский стиль») — разновидность японской поп-музыки, сочетающей элементы джаза, фьюжн, традиционной и электронной музыки. Музыка сибуя-кэй изначально приобрела популярность в модном токийском районе Сибуя, по которому и была названа. В 1990-е годы сибуя-кэй считался модным ответвлением поп-музыки для «продвинутой молодёжи» и музыкой «не для всех». Самой известной группой Shibuya-kei была Pizzicato Five, которая объединила мейнстрим J-pop со смесью джаза, соула и лаунжа. Коммерческий пик группы пришёлся на середину 90-х (альбом «Made in USA» (1994)).

### Японский джаз
По некоторым оценкам, в Японии самая большая концентрация поклонников джаза в мире. Помимо этого, в самой родине джаза — США — есть жанр «азиатско-американский джаз», основанный на смешении традиционного джаза с японской культурой. Несмотря на первоначальные обвинения во второсортности по отношению к американскому джазу, исходившие от японских и американских критиков, японский джаз смог измениться и завоевать позиции в стране, прежде всего благодаря экспериментам с народными мелодиями. По словам некоторых критиков, японский джаз как музыка передаёт идеалы и атмосферу дзэн-буддизма. На данный момент, центр сцены японского джаза находится в Токио; в то же время, многие исполнители приезжают из других городов.

### Японская рок-музыка
Рок-метал-сцена Японии обширна. Культовые японские рок-группы, такие как, например, хэви-метал группа The Alfee, собирают аудитории из более чем 100 000 человек. Некоторые группы сделали вклад в мировые жанры, например в новую романтику. Особых успехов достигла группа B'z. В одной только Японии они продали более 79 миллионов дисков и стали первой азиатской группой, которая добилась собственной звезды на Аллее славы в Голливуде. При этом японские металлисты с субкультурой visual kei заимствуют друг у друга: они часто выступают на «территории» друг друга и влияют друг на друга в музыкальном плане.

#### Японский метал

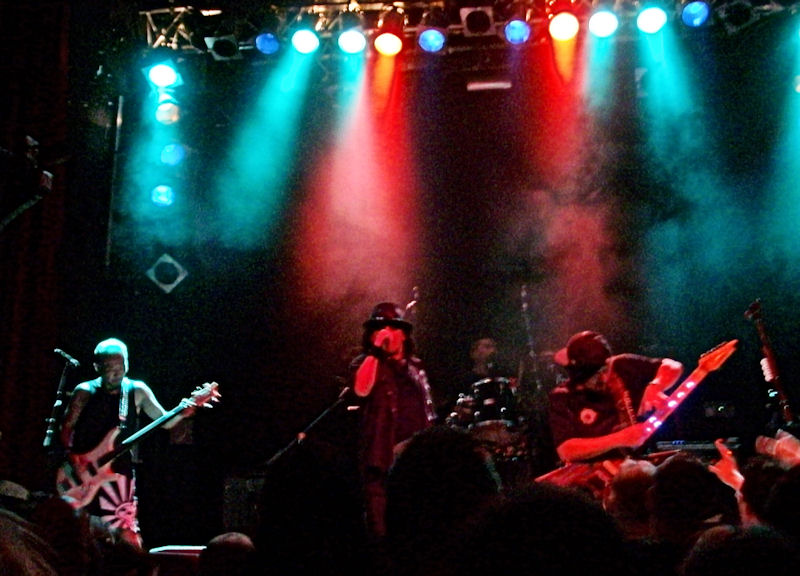
Loudness в современном своём составе выступают в Гамбурге, Германия в 2010 году

Пионерами японского метала считаются хард-рок группа Bow Wow, появившаяся в 1975 году, и культовая хэви-метал группа Loudness, которая появилась в 1981 году; её лидер и гитарист Акира Такасаки очень известен. Вместе с другой культовой группой Anthem, возглавляемой знаменитым вокалистом Эйдзо Сакамото, эти три группы возглавили молодое японское метал-движение. Все они смогли стать хорошо известны на Западе в 80-90 годах, но в то же время их звучание представляло японскую трактовку популярных тогда тенденций в западной металлической музыке. Особенно также следует выделить такую хэви-метал группу как Seikima II, появившуюся в 1982 году и использовавшую стилистику, вдохновлённую группой KISS, вместе с тяжёлым, но мелодичным метал-звучанием. Необычный для Японии тех времён провокационный имидж смог сделать группу одним из самых известных метал-коллективом страны, но вне её Seikima была практически неизвестна. Наибольшую известность получил вокалист группы — Демон Когурэ, после распада группы он начал успешную сольную карьеру и часто упоминался в связи с японской поп-культурой. Другими известными японскими группами во время появления жанра были 44 Magnum, Show Ya, SABER TIGER, Earthshaker и более поздняя группа Sex Machineguns.
В это время молодой гитарист hide по приглашению Хаяси Ёсики (яп. 林 佳樹) стал участником глэм-метал-группы X Japan, ставшей в будущем новатором в visual kei. Несмотря на то, что коллектив существовал ещё с 1979 года (неофициально), они дебютировали только в 1985 с синглом I'LL KILL YOU, посвящённому Войне во Вьетнаме. Для того, чтобы выбиться из числа инди-групп и быть не похожими на других, Ёсики и Хидэ первыми начали использовать образ западных глэм-метал-групп, в то время, когда остальные группы использовали стандартный металлический имидж, а Хидэ был их поклонником. Вскоре группа получила мейджор-статус и стала самой успешной рок-группой Японии. В ответ на вопрос «В чём суть вашего творчества?» Ёсики охарактеризовал его как «Psychedelic Violence — Crime of Visual Shock» («психоделическое насилие, преступление визуального шока». Этот путь решили повторить и другие японские рок-коллективы. Многие Visual kei-группы 1980-х годов исполняли глэм-метал, а упор делали на гротескный имидж: к их числу относились X Japan и COLOR. Вокалист последней, Томми «Динамит», впоследствии в 1986 году основал один из крупнейших лейблов Free-Will. Творчество этих групп, в основном, было похоже на западный (в основном, американский и британский) глэм-метал.
С обретением популярности этими группами, японский метал разделился на два основных направления: одно находилось под влиянием глэм-метала, а другое под влиянием преимущественно хэви-метала западного образца. Впоследствии они дадут толчок вижуал кэю и японскому металу как таковому соответственно. Но в начале-середине 90-х годах японская метал-сцена пережила кризис, отчасти вызванный распадом многих ключевых групп и смертью нескольких известных музыкантов, таких как hide, ушедший из жизни в 1998 году.
Следующий толчок развитию жанра был дан в конце 90-х—начале 2000-х годов, когда начинает формироваться японская школа пауэр-метала благодаря таким группам как Galneryus, Concerto Moon и Versailles, а также сольным работам гитаристов-виртуозов Хидзаки и Такаёси Омура. Все эти группы отличались от западного пауэр-метала более ощутимым элементам неоклассики, упором на виртуозность и общим мощным симфоническим звучанием. В конце 2000-х метал начинает оказывать существенное влияние на группы нео-вижуал кея, принося известность и славу виртуозных и тяжёлых групп таким коллективам как The Gazette, NoGoD, D и Matenrou Opera.
В Японии также существует сцена экстремального метала, некоторым коллективам удаётся пробиться на мировую сцену, в основном это блэк- и мелодик-дэт-группы, такие как Sigh, Blood Stain Child, Sabbat, а также дрон-метал группа Boris. Помимо них, элементы экстремальной музыки можно заметить у ряда современных вижуал-кей-групп, таких как -OZ- и Deathgaze, которые экспериментируют с грув-металом и металкором, в то же время не выходя за рамки своего жанра.

#### Вижуал-кэй
Visual kei (яп. ヴィジュアル系 Видзюару кэй, «визуальный стиль», «Визуал кэй») — жанр японской музыки, возникший на базе J-Rock’а в результате смешения его с глэм-роком, металом и панк-роком в 1980-х годах. «Visual kei» буквально означает «визуальный стиль». Так называется направление в японской рок-музыке, выделяющееся использованием макияжа, сложных причёсок, ярких костюмов и часто андрогинной эстетики.

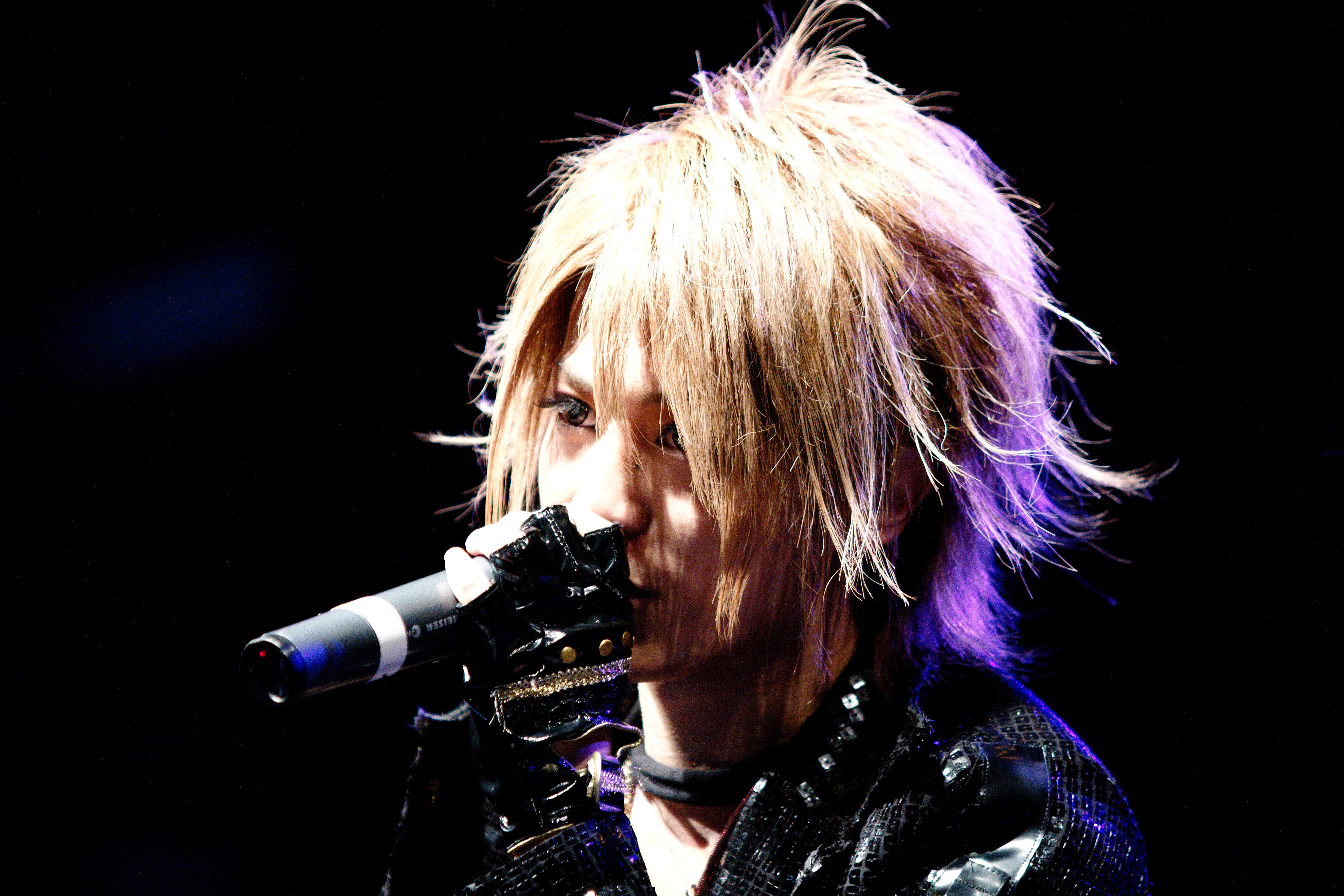
Син, вокалист популярной молодой рок-группы ViViD в 2010 году

Основателями данного стиля в Японии были такие группы как X Japan, Buck-Tick, Luna Sea, Malice Mizer и другие, большое влияние на них оказали западные глэм-рок-группы. Суть стиля visual kei состоит в том, чтобы донести часть своего таланта не только через музыку, но и через внешний вид: музыка и внешний вид объединяются и несут общий смысл, шокируя и привлекая таким образом слушателей. Центральное место в эстетике Visual kei занимает андрогинный идеал человека. С точки зрения японца, женственный мужчина, пользующийся макияжем, не гей, а как раз наоборот — дамский угодник. Вокруг visual kei сформировалась субкультура, движущей силой которой явилось ядро фанатов групп этого направления, использовавших имидж любимых музыкантов: в большинстве своём — мужчин, которые, в свою очередь, использовали женские макияж и одежду.

#### Японский ска
Японский ска в основном представляет собой ska третьей волны, смешанный с металом, фанком, фолк-музыкой, панком и/или кантри. Самым известным японским ска-коллективом является Tokyo Ska Paradise Orchestra, который был образован в 1980-х годах и добился большой популярности в Европе и США благодаря своей необычности для слушателя этих регионов. Другими широко известными группами являются Kemuri, Oreskaband и Beat Crusaders.

### Японский нойз
Возникшая в начале 80-х японская нойз-сцена с её абсолютной музыкальной свободой является одним из самых известных современных японских музыкальных жанров. В Японии насчитывается несколько сотен нойз-музыкантов и коллективов, среди них: «Merzbow», Masonna, Aube, «Contagious Orgasm», «Melt-Banana», «Pain Jerk», «KK Null», «Ruins», «C.C.C.C.», «Boredoms», «Killer Bug», «Government Alpha», «Diesel Guitar», «Incapacitants». Особое влияние японойз имеет в Америке. Японойз — это очень радикальная субкультура, среди которой, часто можно встретить людей увлекающихся садомазохизмом, скатологией, половой анатомией, пытками, порнографией, футуристами и дадаистами, всевозможных уродствах и патологиях, а выступления японойз-музыкантов иногда сопровождаются насилием и заканчиваются погромами.

### Японский хип-хоп
Несмотря на популярность жанра в Японии, хип-хоп — относительно молодой жанр на японской сцене. Ещё в 80-х существовало заблуждение, что японский язык невозможно рифмовать под тот ритм, что задают американские рэперы. В то же время критики отмечают открытость японской хип-хоп сцены для новых людей и инноваций. Обычно историю японского хип-хопа (часто записываемого как J-Hip-hop) начинают от начала 1980-х годов, когда продюсер Хироси Фудзивара вернулся в Японию и основал первый японский хип-хоп-лейбл. Из известных японских хип-хоп коллективов можно назвать группу Teriyaki Boyz, работающий со многими известными иностранными исполнителями; они записали несколько песен для саундтрека фильма Тройной форсаж: Токийский дрифт. В то же время можно отметить существенные элементы хип-хопа у таких японских рок-групп как Maximum the Hormone, SuG и ранних LM.C.

## Специфика японской музыкальной индустрии

### Идолы
В японской поп-культуре идол (яп. アイドル айдору) — молодая медиа-персона, идеал и недосягаемый предмет любви неистовых поклонников. Термин подразумевает невинную привлекательность, способность вызывать восхищение и влюблять в себя; образ коммерционализирован японскими кастинг-агентствами, проводящими конкурсные отборы юношей и девушек. Чистота и непосредственность — качества, которые вызывают обожание японской публики. Существует также мнение, что идолы представляются японцам как сестрёнки, как милые девочки, живущие по соседству. Идолы должны быть идеальными примерами для молодого поколения.
Наибольшую известность получили так называемые «идол-группы», самые известные из которых — Morning Musume, обладающие рекордом среди женских исполнителей в чарте Oricon и AKB48, которые были внесены в книгу рекордов Гиннесса как самая большая поп-группа в мире. Лидирующие позиции в идол индустрии занимают такие компании как Hello! Project, чьим главным проектом являются Morning Musume и агентство Johnny & Associates занимающиеся идолами-мужчинами, их самых известный проект бой-бэнд Arashi, не уступающий в продажах AKB48.

### Вокалоид
Используя Вокалоид (англ. Vocaloid), компьютерную программу-синтезатор поющего голоса, потребители могут создавать новые песни самостоятельно без участия певца-человека. В программе используются голоса виртуальных певцов и певиц (также называемых вокалоидами), большинство из которых предназначено для пения на японском языке. Как профессиональные японские композиторы, так и простые любители музыки создали с помощью программы Vocaloid значительное количество музыкальных произведений, пользующихся широкой популярностью как в Японии, так и за её пределами.
Эта программа пригодна для создания вокальной партии в музыке любого жанра, от классической до современной рок- и поп-музыки, однако жанры, популярные в Японии, преобладают. Основным каналом распространения этой музыки служит интернет, включая продажу дисков на специализированных сайтах, таких как KarenT (англ.), а также бесплатное прослушивание на крупнейшем японском видеохостинге Nico Nico Douga; некоторые пользователи программы, заинтересованные в глобальном распространении своей музыки, выкладывают песни на Youtube. Кроме того, проводятся концерты, на которых вокалоиды выступают в виде проекции на голографический экран. Среди компьютерных игр, в основу которых положены песни вокалоидов, наиболее известна Project DIVA.
Вокалоидов как персонажей обычно рисуют в аниме-стилистике, руководствуясь в качестве образца изображением на коробке с продуктом; благодаря наличию узнаваемых образов они стали частыми объектами для косплея, также выпущен ряд коллекционных игрушек.
Популярность вокалоидов в Японии чрезвычайно велика. По данным компании Google, по количеству поисковых запросов в японском сегменте интернета вокалоид
Мику Хацунэ (яп. 初音ミク Hatsune Miku) сравнима с наиболее раскрученной идол-группой AKB48 и заметно превосходит таких знаменитых японских исполнителей, как The GazettE, Gackt и Morning Musume. Среди песен вокалоидов, размещённых на сайте Nico Nico Douga, около 150 достигли миллиона прослушиваний.

### Саундтреки к аниме и играм
Япония широко известна саундтреками к японской мультипликации и компьютерным играм. Такие композиторы как Юдзо Косиро<, Такэси Абэ и Рю Умэмото, известны своими работами в этом жанре, а также участием в истории развития звука в играх вообще. Особенно известны саундтреки к играм Final Fantasy за авторством Нобуо Уэмацу, они были распроданы по всей Японии тиражом более 100 000 копий. Помимо этого, к написанию музыки к играм могут привлекаться известные музыканты, например такие как ViViD, или даже создаваться отдельные группы вроде Crush 40, чей основатель, Дзюн Сэноуэ, является основным композитором игровой серии Sonic the Hedgehog. Также известен музыкант и геймдизайнер Дайсукэ Исиватари, чьи саундтреки к его играм из серии Guilty Gear не менее известны, чем сами игры.

### Додзин-музыка
Додзин-музыка (яп. 同人音楽 додзин онгаку), также называемая отокэй додзин (яп. 音系同人) — музыкальная подкатегория додзин-деятельности, тесно связанной с культурой отаку. «Додзин»-произведения — некоммерческие произведения, публикуемые авторами-любителями самостоятельно на организованных для этого мероприятиях, таких, как Комикет, или в интернете, они могут быть как полностью оригинальными, так и основываться на других произведениях. Из-за этого значительную долю додзин-музыки составляют кавер-версии музыки из видеоигр (в частности, бисёдзё-игр и Touhou Project) или саундтреков аниме. Музыканты, работающие с ПО Vocaloid также могут издавать свои альбомы как додзин-музыку.

### Караоке
Караоке (яп. カラオケ караокэ, словослияние японского кара 空 «пустой», и о:кэсутора オーケストラ «оркестр»; kaɽaoꜜke) — развлечение, заключающееся в непрофессиональном пении с использованием устройства, позволяющего петь под заранее записанную музыку (фонограмму); также само устройство. Караоке было изобретено японским музыкантом Дайсукэ Иноуэ в городе Кобэ в 1971 году. Первоначально являясь довольно дорогим развлечением, караоке стало популярно во всём мире, в самой Японии даже появились специальные караоке-бары, также периодически новые синглы японских исполнителей выпускаются с возможностью исполнять их в караоке.